# فيليون
الفيليون أو الأكراد الفيلية هم قبيلة كرديّة متمركزة في بغداد والمناطق الحدودية بين العراق وإيران. ويتحدثون لهجة فرعية من الكردية الجنوبية مسماة اللهجة الفيلية والمعروفة أيضا باسم "إيلامي" أو "الفيلية الكردية الجنوبية". ويقدر عددهم بمليون ونصف مليون نسمة موزعين في محافظات بغداد وميسان وديالى وواسط والسليمانية، في العراق، ومحافظات لرستان وإيلام وكرمانشاه في إيران.
تتوزع مناطق الفيليين في الجانب الإيراني، في منطقة کردستان یشتمل علی محافظات كرمانشاه وعيلام وخوزستان ومدنها من الشمال إلى الجنوب هي خسروي وقصر شيرين وكرمانشاه وإسلام أباد غرب وسربل ذهاب وعيلام وبدرة الإيرانية ومهران وانديمشك ومدینة ملایر والتي تحاذي الجنوب العراقي في محافظة ميسان، وفي المناطق الحدودية من العراق، ابتداءً من مناطق جلولاء وخانقين ومندلي شمالاً إلى منطقة علي الغربي جنوباً مروراً بمناطق بدرة وجصان وكوت والنعمانية والعزيزية وتقع أغلب هذه المناطق في محافظة واسط العراقية إضافة إلى بعض قرى محافظة ميسان وشرق محافظة ديالى.
يدين الفيليون بالإسلام، وهم من الشيعة، على المذهب الجعفري الاثني العشري، ولهجتهم في العراق تختلف عن لهجة أكراد شمال العراق، وفي إيران يتحدثون باللهجة اللريّة، وقد سكن الفيلية في عاصمة العراق بغداد وكان العديد منهم يزاول النشاط التجاري فيها وقد تم إبعاد الكثير منهم قسراً من العراق إبان حكم رئيس العراق أحمد حسن البكر في 1970 وإبان حكم الرئيس صدام حسين.

## التاريخ
وصف أوستن هنري لايارد (1887) قبيلة فيليس بأنها أكبر وأقوى قبائل اللور التي تقطن الجبال الواقعة شمال دزفول.

كتب المؤرخ البريطاني ستيفن همسلي لونكريك في عام 1953، عن التاريخ السياسي للعراق قائلًا:
«كان هؤلاء المواطنون الأشداء من أبناء زاغروس الجنوبيين ورعايا واليهم الوراثي، معروفين في بغداد والبصرة بناقلي الأحمال الثقيلة، وهي المهنة التي كانوا يحتكرونها. كانوا يقيمون أيضًا كتجار وحرفيين في منطقتي دجلة الوسطى والغراف، والمعروفتين هناك باسم أكراد الفيلية؛ وكانوا يسيطرون على بلدتي مندلي وبدرة الحدوديتين والقرى المجاورة. لم يتغير شيء من ذلك خلال النصف قرن الأخير».
أضاف إلى ذلك:
«كان إقليم اللور في شمال عربستان شبه مستقلين عن القاجاريين القاطنين في لورستان اللور من الناحية العرقية والدينية، وكان إقليمًا مستقلًا تقريبًا عن الفرس. كان اللورستان ينقسم إلى منطقتين، المنطقة الكبرى والصغرى. كانت منطقة بوشتي كوه، المنطقة الغربية من الأخيرة وموطن الأكراد الفيليين، تتشارك حدودها مع ولايتي البصرة وبغداد. ظلت المنطقة تحت سيطرة سلالة واحدة من الولاة لمدة ثلاثة قرون. كانت التزامات الحكومة تقتصر على جزية صغيرة تدفعها للحكومة المركزية، وكانت سلطاتها غير محدودة داخل بوشتي كوه، وكان نفوذها كبيرًا في شرق العراق. كان غلام رضا خان، الملك الرابع عشر من سلالته، يحظى بالاحترام بسبب كرمه وتدينه، ولكنه كان مكروهًا بسبب جشعه المفرط».
في أدبيات القرن العشرين، يختلف الباحثون في أصل الفيليين. يرى بعض الباحثين أن الفيليين أكراد (مع اختلاف طفيف، لذا سُمّوا «أكراد فيليون»)، بينما يرى آخرون أنهم من شعوب اللور، لذا سموهم «لور فيليون»، وهو مصطلح ورد في «دائرة المعارف الإسلامية». يتبع معظم الفيليين الطائفة الإسلامية الشيعية، وعُدوا تاريخيًا مرتبطين بالجانب الصفوي الإيراني، خلال التنافس العثماني الصفوي المديد. أدى هذا الربط إلى كثير من المشكلات التي عانوا منها وكثير من الاضطهاد. على أية حال، يُعرّف كثير من الفيليين أنفسهم على أنهم مناصرون لإيران.
يعتمد الفرق بين الأكراد واللور على اللغة، بالإضافة إلى اختلافات جغرافية وسياسية. في كتاب «الشرفنامة» (تاريخ الدول والإمارات الكردية، كُتب في القرن السادس عشر)، ذُكرت مناطق لورستان الكبرى والصغرى، لكنها عُدت مختلفة عن إمارات كردستان. ومنذ ذلك الحين، بقيت منطقتا كردستان ولورستان منفصلتين تاريخيًا وسياسيًا. وظهرت حركات قومية كردية عبر التاريخ، بينما لم تظهر حركات قومية لورية مماثلة. في «دليل مناطق العراق» الذي أصدرته الحكومة الأميركية عام 1971، أُدرج الفيليون ضمن فئة «الفرس واللور»، وليس ضمن الأكراد، ووضح الدليل أن الجمع بينهما سببه الانتماء الشيعي، وأن معظم اللور يعيشون في إيران. ذكر الدليل أيضًا أن القوميين الأكراد حاولوا تصنيف اللور العراقيين والإيرانيين على أنهم «أكراد فيليون»، لكن اللور أنفسهم لا يقبلون هذا التصنيف ويرون أنهم شعب مختلف. يصر الدليل على أن اللور والفيليين مختلفان.
لا يوجد تفسير موثق لتسمية الفيليين بهذا الاسم، وإنما عدد من التفسيرات غير المتفق عليها. هُجرت المجموعات الكردية الفيلية تهجيرًا ممنهجًا إلى إيران في سبعينيات القرن العشرين وثمانينياته، وفرضت سياسات البعث تفريق العائلات وسلبت الممتلكات وسبّبت موت عشرات الآلاف. أصبحت هذه الحملة رمزًا لمعاناة الفيليين، ومحدّدًا رئيسًا للهوية الفيلية. بدأت وزارة الداخلية العراقية في عام 2019 محاولات لإعادة الجنسية والحقوق القانونية للفيليين، ولكن كثيرين منهم ما زالوا بلا جنسية، ما يحرمهم من الاستفادة من الخدمات العامة. وحصل كثيرون منهم على بطاقات هوية مختلفة في اللون، أو تشير إلى أنهم من «أصل إيراني».

## الاضطهاد والتهجير
عانى الفيليون الاضطهاد والقتل والتهجير الممنهج وانتزاع الحقوق والممتلكات في سبعينيات القرن العشرين وثمانينياته. بدأت عمليات القتل والتهجير ضد الفيليين في سبعينيات القرن العشرين، إذ قتل عشرات الآلاف بين 1969 و1973. روّج البعث لفكرة أن الفيليين إيرانيو الأصل، وأنهم أجانب وضيوف في الأرض العراقية العربية. فأعطى بذلك الدولة ذريعة لطردهم. كانت أعمال الفيليين التجارية الناجحة العامل الآخر الذي دفع الحكومة آنذاك لاستهدافهم. عمل الكثير من الفيليين بالتجارة في سوق الشورجة الذي كان حتى منتصف السبعينيات في القرن العشرين مركز اقتصاد العراق، وتحكموا إلى حد كبير بالصادرات من العراق إلى دول أخرى بسبب موقعهم الحدودي.
اشتدت الحملة ضد الفيليين بعد أن حاول سمير مير غلام، وهو كردي فيلي، اغتيال نائب رئيس الوزراء طارق عزيز في أبريل 1980، بواسطة رمي قنبلة يدوية، في أثناء زيارة في جامعة المستنصرية. فشلت محاولة الاغتيال وأدى الهجوم إلى مقتل مجموعة من الطلاب. وذكرت السلطات أن منفذ الهجوم فيلي، ويتبع جماعة شيعية معارضة تُسمى «منظمة العمل الإسلامي». استخدم صدام حسين وحزب البعث الحادثة ذريعة لمهاجمة الفيليين. بعد الحادثة، صدر قرار من مجلس قيادة الثورة (المرسوم رقم 666 بتاريخ 7 أبريل 1980) يقضي بسحب الجنسية من عراقيين «ذوي أصول أجنبية»، وبدأت حملة ترحيل شملت الكثير من الفيليين في بغداد ومدن كبرى أخرى، خصوصًا من ذوي الأصول الإيرانية وسكان المناطق الحدودية.
اقتيد الفيليون من منازلهم ومدارسهم وأماكن عملهم ووحداتهم العسكرية إلى مكاتب الأمن في بغداد ومدن العراق الأخرى، وجُردوا من الوثائق الرسمية (شهادات الميلاد وجوازات السفر والشهادات المدرسية والجامعية، وصكوك الملكية، وعقود الزواج، وغيرها)، وخضعوا للتفتيش الجسدي والاستجواب، وتعرضوا للإهانة بشتى الطرق، ثم وُضعوا في شاحنات أو حافلات واقتيدوا إلى المناطق الحدودية الشرقية. طُرد نحو 200,000 فيلي إلى إيران بدءًا من عام 1980، وكان من بينهم من يحمل الجنسية العراقية أو الإقامة الدائمة في العراق. بعد سقوط صدام حسين، عاد الكثير من الفيليين إلى العراق، ولكنهم يعانون حتى اليوم من تبعات إسقاط الجنسية على الرغم من المبادرات الرسمية لتسهيل عملية استعادة الحقوق.
يعاني الفيليون تمييزًا اجتماعيًا، وغالبًا لا يُرحَّب بهم في المناطق التي تهيمن فيها جماعات دينية أو عرقية أخرى. وتعرّضوا لهجمات من تنظيم داعش، شملت تدمير أماكن عبادتهم. وهُجر الآلاف منهم إلى مناطق مثل دهوك وأربيل والنجف وكربلاء. بعد إعلان موعد استفتاء استقلال إقليم كردستان، زادت المضايقات ضدهم في بغداد، ما دفع بعضهم للانتقال إلى الإقليم. في عام 2016، انضم عدد من الفيليين إلى ميليشيا شيعية كانت على خلاف مع قوات البيشمركة، ما أثار انزعاج الأكراد منهم.

## التوعية بالقضية الفيلية ودعوات لإحيائها
أقيمت ندوة قانونية في العاصمة بغداد، في مايو 2025، لتسليط الضوء على حقوق الكورد الفيليين وسبل استردادها وفق الأطر القانونية والدستورية. أشار المشاركون إلى ضرورة بناء الوعي القانوني والاجتماعي للكورد الفيليين، وتسليط الضوء على حقوق هذه الشريحة، والاهتمام بها ومنحها حقوقها المنصوص عليها في القانون. وقال مسؤول ملف الأقليات والسلم المجتمعي في المفوضية العليا لحقوق الإنسان، قيس حسين غايب، خلال محاضرته: «إن دور المفوضية العليا لحقوق الإنسان يتمثل في متابعة حقوق الكورد الفيليين، ومنها إعادة الجنسية العراقية إليهم، وتعويض الأضرار والأملاك المُصادرة من قبل النظام السابق، إضافةً إلى البحث عن رفات ضحايا هذه الشريحة الذين ما زال الآلاف منهم مجهولي المصير». وأضاف: «هذه المحاور الثلاثة هي أبرز ما تهتم به المفوضية بالتنسيق مع الجهات المؤثرة والتنفيذية كافة في الدولة».
أُعلن في 6 مايو 2025 عن تسمية أحد أهم شوارع العاصمة بغداد باسم «شارع شهداء الكورد الفيليين» تكريمًا لضحايا التهجير القسري والإبادة الجماعية التي تعرض لها أبناء الكورد الفيليين في مراحل مظلمة من تاريخ العراق الحديث، ويمتد الشارع من منطقة النهضة ويمر في ساحة بيروت ويصل حتى أطراف مدينة الصدر، ليكون الشارع الأول في بغداد الذي يحمل هوية الكورد الفيليين رسميًا.
أحيت الجبهة الفيلية، الفرع الخامس للكورد الفيليين في كركوك، يوم السبت، الذكرى السنوية ليوم «الشهيد الفيلي» بإقامة مراسم خاصة، وسط دعوات لحكومتي إقليم كردستان والعراق بضرورة إنصافهم واستعادة حقوقهم.

## الفيليون في الأدب
سعى مثقفون فيليون إلى ترسيخ ثقافتهم وتجاربهم من طريق الكتابة الأدبية. ألفت كاتبتان عراقيتان مغتربتان روايتين تتناولان قضية الأكراد الفيليين، كُتبتا باللغة العربية. نُشرت رواية «الجدار» للكاتبة ليلى جراغي عام 2009، ونُشرت رواية «قسمت» للكاتبة حوراء الندّاوي عام 2018. تركز الروايتان على الأكراد الفيليين وتجربتهم، ما عكس اتجاهًا في الأدب العراقي المعاصر نحو إعادة اكتشاف الأقليات العرقية والدينية في العراق.
بخلاف الروايات العراقية الأخرى التي تذكر الأكراد على أنهم شخصيات ثانوية، تقدم روايتا جراغي والندّاوي تصويرًا عميقًا لمأساة الأكراد الفيليين في العراق وإيران وفي المنفى في الغرب خلال القرنين العشرين والحادي والعشرين. اهتم العملان بتوثيق الذكريات المهمّشة والهوية العرقية والدينية للأكراد الفيليين، ومنح شخصياتهم الخيالية مساحة لاستحضار هذه الذكريات، سواء أكانت الفردية أو الجماعية.

## شخصيات بارزة
- حبيب محمد كريم: سياسي كردي فيلي بارز، شغل منصب الأمين العام للحزب الديمقراطي الكردستاني، وكان له دور محوري في الحركة السياسية الكردية.[20]
- زكية اسماعيل حقي: أول امرأة تتولى منصب قاضية في العراق، وناشطة بارزة في قضايا المرأة، أسست وقادت اتحاد المرأة الكردية، وكانت من أوائل المدافعات عن حقوق النساء في المجتمع الكردي والعراقي.
- ليلى قاسم: سياسية كردية فيلية وُلدت في مدينة خانقين في عام 1952، ونشطت في صفوف الحزب الديمقراطي الكردستاني خلال مطلع السبعينيات. عُرفت بمواقفها الجريئة في الدفاع عن الحقوق القومية، وأصبحت رمزًا للنضال الوطني الكردي.